# Polyrhachis aculeata
Polyrhachis aculeata é uma espécie de formiga do gênero Polyrhachis, pertencente à subfamília Formicinae.